# Швенде-Рюте
Швенде-Рюте (нім. Schwende-Rüte) — округ (громада) в Швейцарії в кантоні Аппенцелль-Іннерроден. 2022 року округи Швенде та Рюте об'єдналися в округ Швенде-Рюте.

## Географія
Громада розташована на відстані близько 160 км на схід від Берна, 5 км на південний схід від Аппенцелля.